# Мрежест жираф
Мрежестият жираф (Giraffa reticulata) е вид едър бозайник от семейство Жирафови (Giraffidae).
Разпространен е в саваните и горите на североизточна Кения и съседните части на Сомалия и Етиопия. Достига на височина до около 5 – 6 метра и маса 1500 до 2150 килограма. Хранят се главно с листа на дървета. Видът е уязвим, като към 2016 година дивата му популация се оценява на около 8 660 екземпляра.